# Robert Raynolds McMath
Robert Raynolds McMath (11 de mayo de 1891 – 2 de enero de 1962) fue un astrónomo solar estadounidense.

## Semblanza
Robert R. McMath combinaba la triple faceta de ingeniero civil especializado en puentes, hombre de negocios, y astrónomo aficionado. El padre de Robert, Francis C. McMath, había amasado una considerable fortuna como constructor de puentes, y ambos compartieron un interés entusiasta por la astronomía. Así, en 1922, los McMath, junto con el juez Henry S. Hulbert, fundaron el Observatorio McMath-Hulbert en la localidad de Lake Angelus (Míchigan). Escriturado a nombre de la Universidad de Míchigan en 1931, Robert sirvió como director del observatorio hasta 1961.
En 1932, Robert McMath amplió la funcionalidad del espectroheliógrafo de modo que pudiera grabar películas del sol en movimiento. Este dispositivo es conocido como espectroheliocinematógrafo; y sirvió para tomar asombrosas secuencias de tormentas solares, mostrando el aspecto variable de la superficie del sol, registrando períodos que podían durar desde unos pocos segundos hasta varios días.
En 1933 recibió junto con su padre la Medalla John Price Wetherill del Instituto Franklin.
Robert McMath fue asesor de la Fundación Nacional para la Ciencia en sus años iniciales, presidiendo el consejo que recomendó la fundación de un observatorio nacional. Finalmente, se eligió un emplazamiento en Kitt Peak (Arizona)  donde se construyó el Observatorio Nacional de Kitt Peak (KPNO). Robert McMath, junto con el eminente astrónomo Keith Pierce, instalaron un nuevo telescopio solar más grande en Kitt Peak, que se denominaría Telescopio Solar McMath-Pierce. Robert McMath fue el primer presidente de la Asociación de Universidades para Investigación en Astronomía (AURA por sus siglas en inglés) entre 1957 y 1958, y más adelante fue nombrado presidente del consejo de la institución.

## Eponimia
- El cráter lunar McMath lleva este nombre en memoria de Robert Raynolds McMath y de su padre Francis Charles McMath (1867-1938).[2]
- El asteroide (1955) McMath[3] también conmemora el nombre de Robert Raynolds McMath.